# Fëdor Kudrjašov
Fëdor Vasil'evič Kudrjašov (in russo Фёдор Васильевич Кудряшов?; traslitterazione anglosassone Fyodor Vasilievich Kudryashov; Mamakan, 5 aprile 1987) è un ex calciatore russo, di ruolo difensore.

## Caratteristiche tecniche
È un terzino sinistro, mancino.

## Carriera

### Club
Nato nell'oblast' di Irkutsk, crebbe nelle giovanili del Sibirjak Bratsk, con la cui prima squadra esordì già nel 2003. Nel 2004 fu notato da Sergej Šavlo, che lavorava come talent scout per lo Spartak Mosca, e si unì al club della capitale. Mentre militava nella squadra riserve dello Spartak, debuttò in prima squadra nell'ultima partita della stagione 2006. Già l'anno dopo ottenne, ventenne, una maglia da titolare dopo la cessione in prestito di Clemente Rodríguez.
Nel luglio 2008 fu ceduto in prestito al Chimki fino a dicembre. Rientrato allo Spartak, giocò qualche partita con i moscoviti prima di essere girato due volte in prestito, nel 2010 al Tom' Tomsk e nel 2011 al Krasnodar. Disputò quindi altre partite con lo Spartak.
Nel 2012 passò al Terek Groznyj, dove rimase per quattro anni prima di firmare per il Rostov, con cui visse un'esperienza annuale. Dal 2017 vestì la maglia del Rubin, da cui si svincolò il 10 gennaio 2019, per poi accasarsi il 31 gennaio all'İstanbul Başakşehir con contratto di un anno e mezzo.
Nel luglio 2019 fece ritorno in patria, firmando per il Soči, ma nel dicembre dello stesso anno, dopo aver raccolto 16 presenze e segnato un gol, rescisse il contratto con il club.
Nel gennaio 2020 si è accordato con i turchi dell'Antalyaspor firmando un contratto di un anno e mezzo.

### Nazionale

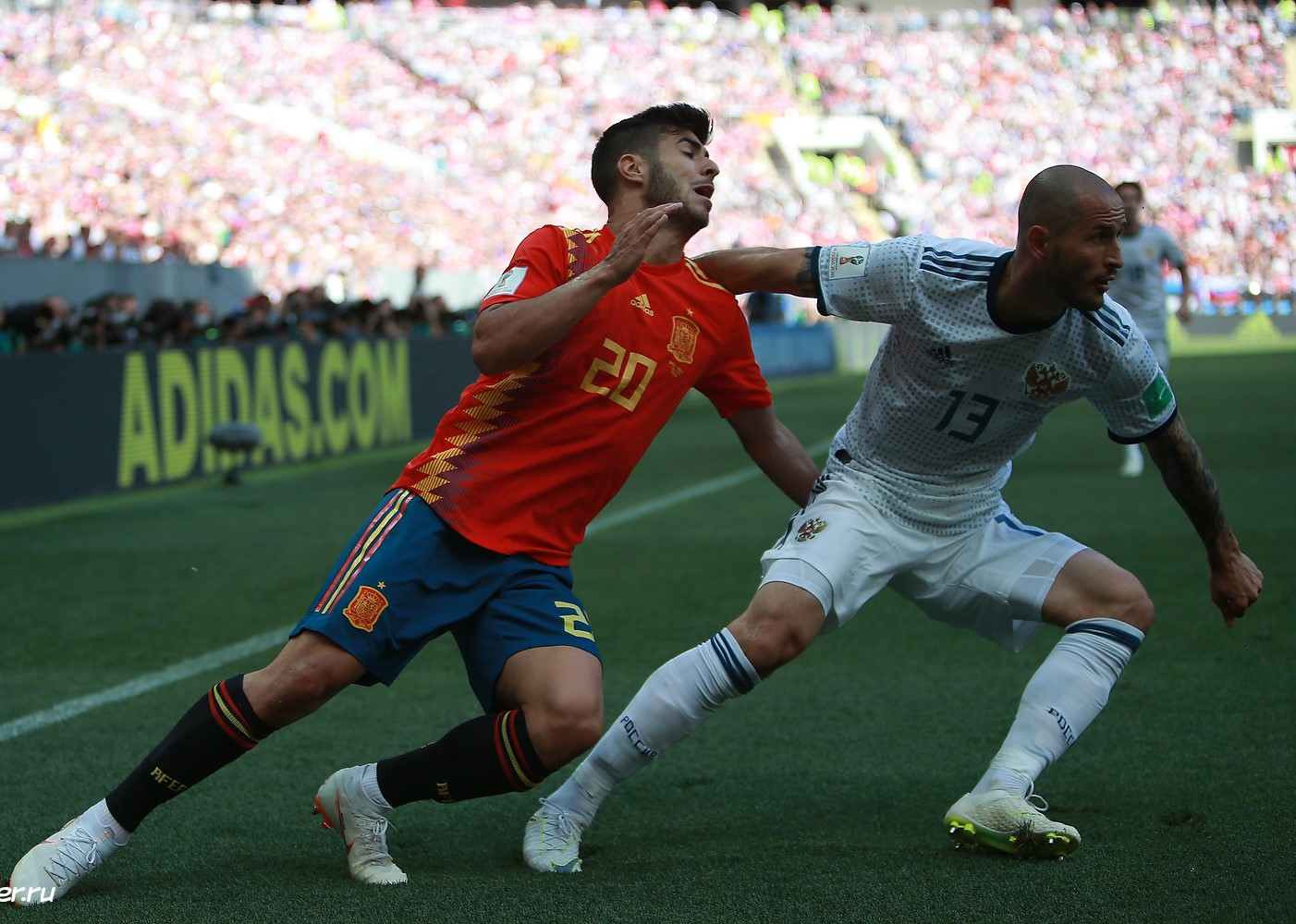
Kudrjašov in azione al campionato del mondo 2018 nella gara degli ottavi di finale contro lo spagnolo Marco Asencio

Ha giocato 10 partite con la nazionale under-21 russa.
Il 31 agosto 2016, all'età di 29 anni, ha debuttato in nazionale maggiore in amichevole contro la Turchia. Convocato per la Confederations Cup 2017 disputata in casa, fa parte della rosa della Russia anche al campionato del mondo del 2018, giocato in casa. Nella rassegna mondiale disputa 4 delle 5 partite della squadra, che raggiunge sorprendentemente i quarti di finale, dove è eliminata dalla Croazia, futura finalista, ai tiri di rigore dopo il 2-2 dei tempi supplementari. Gioca da titolare 3 delle 4 gare, subentrando solo nel match contro l'Egitto nella fase a gironi e non giocando contro l'Arabia Saudita ai gironi.
L'8 giugno 2019 realizza la sua prima rete con la Russia nel successo per 9-0 contro San Marino.
Il 2 giugno 2021 viene inserito tra i convocati per gli europei.

## Statistiche

### Cronologia presenze e reti in nazionale
| Cronologia completa delle presenze e delle reti in nazionale ― Russia | Cronologia completa delle presenze e delle reti in nazionale ― Russia | Cronologia completa delle presenze e delle reti in nazionale ― Russia | Cronologia completa delle presenze e delle reti in nazionale ― Russia | Cronologia completa delle presenze e delle reti in nazionale ― Russia | Cronologia completa delle presenze e delle reti in nazionale ― Russia | Cronologia completa delle presenze e delle reti in nazionale ― Russia | Cronologia completa delle presenze e delle reti in nazionale ― Russia |
| Data                                                                  | Città                                                                 | In casa                                                               | Risultato                                                             | Ospiti                                                                | Competizione                                                          | Reti                                                                  | Note                                                                  |
| --------------------------------------------------------------------- | --------------------------------------------------------------------- | --------------------------------------------------------------------- | --------------------------------------------------------------------- | --------------------------------------------------------------------- | --------------------------------------------------------------------- | --------------------------------------------------------------------- | --------------------------------------------------------------------- |
| 31-8-2016                                                             | Adalia                                                                | Turchia                                                               | 0 – 0                                                                 | Russia                                                                | Amichevole                                                            | -                                                                     | 67’                                                                   |
| 6-9-2016                                                              | Mosca                                                                 | Russia                                                                | 1 – 0                                                                 | Ghana                                                                 | Amichevole                                                            | -                                                                     | 79’                                                                   |
| 10-11-2016                                                            | Doha                                                                  | Qatar                                                                 | 2 – 1                                                                 | Russia                                                                | Amichevole                                                            | -                                                                     |                                                                       |
| 15-11-2016                                                            | Groznyj                                                               | Russia                                                                | 1 – 0                                                                 | Romania                                                               | Amichevole                                                            | -                                                                     | 84’                                                                   |
| 24-3-2017                                                             | Krasnodar                                                             | Russia                                                                | 0 – 2                                                                 | Costa d'Avorio                                                        | Amichevole                                                            | -                                                                     | 61’                                                                   |
| 28-3-2017                                                             | Soči                                                                  | Russia                                                                | 3 – 3                                                                 | Belgio                                                                | Amichevole                                                            | -                                                                     |                                                                       |
| 5-6-2017                                                              | Budapest                                                              | Ungheria                                                              | 0 – 3                                                                 | Russia                                                                | Amichevole                                                            | -                                                                     | 76’                                                                   |
| 9-6-2017                                                              | Mosca                                                                 | Russia                                                                | 1 – 1                                                                 | Cile                                                                  | Amichevole                                                            | -                                                                     | 81’                                                                   |
| 17-6-2017                                                             | San Pietroburgo                                                       | Russia                                                                | 2 – 0                                                                 | Nuova Zelanda                                                         | Conf. Cup 2017 - 1º turno                                             | -                                                                     |                                                                       |
| 21-6-2017                                                             | Mosca                                                                 | Russia                                                                | 0 – 1                                                                 | Portogallo                                                            | Conf. Cup 2017 - 1º turno                                             | -                                                                     | 83’                                                                   |
| 24-6-2017                                                             | Kazan'                                                                | Russia                                                                | 1 – 2                                                                 | Messico                                                               | Conf. Cup 2017 - 1º turno                                             | -                                                                     | 63’                                                                   |
| 7-10-2017                                                             | Mosca                                                                 | Russia                                                                | 4 – 2                                                                 | Corea del Sud                                                         | Amichevole                                                            | -                                                                     | 64’                                                                   |
| 10-10-2017                                                            | Kazan'                                                                | Russia                                                                | 1 – 1                                                                 | Iran                                                                  | Amichevole                                                            | -                                                                     |                                                                       |
| 11-11-2017                                                            | Mosca                                                                 | Russia                                                                | 0 – 1                                                                 | Argentina                                                             | Amichevole                                                            | -                                                                     |                                                                       |
| 14-11-2017                                                            | San Pietroburgo                                                       | Russia                                                                | 3 – 3                                                                 | Spagna                                                                | Amichevole                                                            | -                                                                     | 75’                                                                   |
| 23-3-2018                                                             | Mosca                                                                 | Russia                                                                | 0 – 3                                                                 | Brasile                                                               | Amichevole                                                            | -                                                                     |                                                                       |
| 27-3-2018                                                             | San Pietroburgo                                                       | Russia                                                                | 1 – 3                                                                 | Francia                                                               | Amichevole                                                            | -                                                                     | 83’                                                                   |
| 30-5-2018                                                             | Innsbruck                                                             | Austria                                                               | 1 – 0                                                                 | Russia                                                                | Amichevole                                                            | -                                                                     |                                                                       |
| 5-6-2018                                                              | Mosca                                                                 | Russia                                                                | 1 – 1                                                                 | Turchia                                                               | Amichevole                                                            | -                                                                     | 76’                                                                   |
| 19-6-2018                                                             | San Pietroburgo                                                       | Russia                                                                | 3 – 1                                                                 | Egitto                                                                | Mondiali 2018 - 1º turno                                              | -                                                                     | 86’                                                                   |
| 25-6-2018                                                             | Samara                                                                | Uruguay                                                               | 3 – 0                                                                 | Russia                                                                | Mondiali 2018 - 1º turno                                              | -                                                                     |                                                                       |
| 1-7-2018                                                              | Mosca                                                                 | Spagna                                                                | 1 – 1 dts (3 – 4 dtr)                                                 | Russia                                                                | Mondiali 2018 - Ottavi di finale                                      | -                                                                     |                                                                       |
| 7-7-2018                                                              | Soči                                                                  | Russia                                                                | 2 – 2 dts (3 – 4 dtr)                                                 | Croazia                                                               | Mondiali 2018 - Quarti di finale                                      | -                                                                     |                                                                       |
| 6-9-2018                                                              | Trebisonda                                                            | Turchia                                                               | 1 – 2                                                                 | Russia                                                                | UEFA Nations League 2018-2019 - 1º turno                              | -                                                                     | 53’ 82’                                                               |
| 14-10-2018                                                            | Soči                                                                  | Russia                                                                | 2 – 0                                                                 | Turchia                                                               | UEFA Nations League 2018-2019 - 1º turno                              | -                                                                     |                                                                       |
| 15-11-2018                                                            | Lipsia                                                                | Germania                                                              | 3 – 0                                                                 | Russia                                                                | Amichevole                                                            | -                                                                     | 73’                                                                   |
| 21-3-2019                                                             | Bruxelles                                                             | Belgio                                                                | 3 – 1                                                                 | Russia                                                                | Qual. Euro 2020                                                       | -                                                                     |                                                                       |
| 24-3-2019                                                             | Astana                                                                | Kazakistan                                                            | 0 – 4                                                                 | Russia                                                                | Qual. Euro 2020                                                       | -                                                                     |                                                                       |
| 8-6-2019                                                              | Saransk                                                               | Russia                                                                | 9 – 0                                                                 | San Marino                                                            | Qual. Euro 2020                                                       | 1                                                                     |                                                                       |
| 11-6-2019                                                             | Nižnij Novgorod                                                       | Russia                                                                | 1 – 0                                                                 | Cipro                                                                 | Qual. Euro 2020                                                       | -                                                                     | 73’                                                                   |
| 6-9-2019                                                              | Glasgow                                                               | Scozia                                                                | 1 – 2                                                                 | Russia                                                                | Qual. Euro 2020                                                       | -                                                                     |                                                                       |
| 9-9-2019                                                              | Kaliningrad                                                           | Russia                                                                | 1 – 0                                                                 | Kazakistan                                                            | Qual. Euro 2020                                                       | -                                                                     | 55’                                                                   |
| 10-10-2019                                                            | Mosca                                                                 | Russia                                                                | 4 – 0                                                                 | Scozia                                                                | Qual. Euro 2020                                                       | -                                                                     |                                                                       |
| 13-10-2019                                                            | Nicosia                                                               | Cipro                                                                 | 0 – 5                                                                 | Russia                                                                | Qual. Euro 2020                                                       | -                                                                     |                                                                       |
| 19-11-2019                                                            | Serravalle                                                            | San Marino                                                            | 0 – 5                                                                 | Russia                                                                | Qual. Euro 2020                                                       | -                                                                     |                                                                       |
| 6-9-2020                                                              | Budapest                                                              | Ungheria                                                              | 2 – 3                                                                 | Russia                                                                | UEFA Nations League 2020-2021 - 1º turno                              | -                                                                     |                                                                       |
| 8-10-2020                                                             | Mosca                                                                 | Russia                                                                | 1 – 2                                                                 | Svezia                                                                | Amichevole                                                            | -                                                                     |                                                                       |
| 11-10-2020                                                            | Mosca                                                                 | Russia                                                                | 1 – 1                                                                 | Turchia                                                               | UEFA Nations League 2020-2021 - 1º turno                              | -                                                                     |                                                                       |
| 14-10-2020                                                            | Mosca                                                                 | Russia                                                                | 0 – 0                                                                 | Ungheria                                                              | UEFA Nations League 2020-2021 - 1º turno                              | -                                                                     | 63’                                                                   |
| 12-11-2020                                                            | Chișinău                                                              | Moldavia                                                              | 0 – 0                                                                 | Russia                                                                | Amichevole                                                            | -                                                                     |                                                                       |
| 15-11-2020                                                            | Istanbul                                                              | Turchia                                                               | 3 – 2                                                                 | Russia                                                                | UEFA Nations League 2020-2021 - 1º turno                              | -                                                                     | 73’                                                                   |
| 27-3-2021                                                             | Soči                                                                  | Russia                                                                | 2 – 1                                                                 | Slovenia                                                              | Qual. Mondiali 2022                                                   | -                                                                     | 43’                                                                   |
| 30-3-2021                                                             | Trnava                                                                | Slovacchia                                                            | 2 – 1                                                                 | Russia                                                                | Qual. Mondiali 2022                                                   | -                                                                     |                                                                       |
| 1-6-2021                                                              | Breslavia                                                             | Polonia                                                               | 1 – 1                                                                 | Russia                                                                | Amichevole                                                            | -                                                                     | 55’                                                                   |
| 21-6-2021                                                             | Copenaghen                                                            | Russia                                                                | 1 – 4                                                                 | Danimarca                                                             | Euro 2020 - 1º turno                                                  | -                                                                     | 28’ 67’                                                               |
| 8-10-2021                                                             | Kazan'                                                                | Russia                                                                | 1 – 0                                                                 | Slovacchia                                                            | Qual. Mondiali 2022                                                   | -                                                                     | 80’                                                                   |
| 11-10-2021                                                            | Maribor                                                               | Slovenia                                                              | 1 – 2                                                                 | Russia                                                                | Qual. Mondiali 2022                                                   | -                                                                     |                                                                       |
| 14-11-2021                                                            | Spalato                                                               | Croazia                                                               | 1 – 0                                                                 | Russia                                                                | Qual. Mondiali 2022                                                   | -                                                                     |                                                                       |
| Totale                                                                |                                                                       | Presenze                                                              | 48                                                                    |                                                                       | Reti                                                                  | 1                                                                     |                                                                       |